# Kriminalpolizei

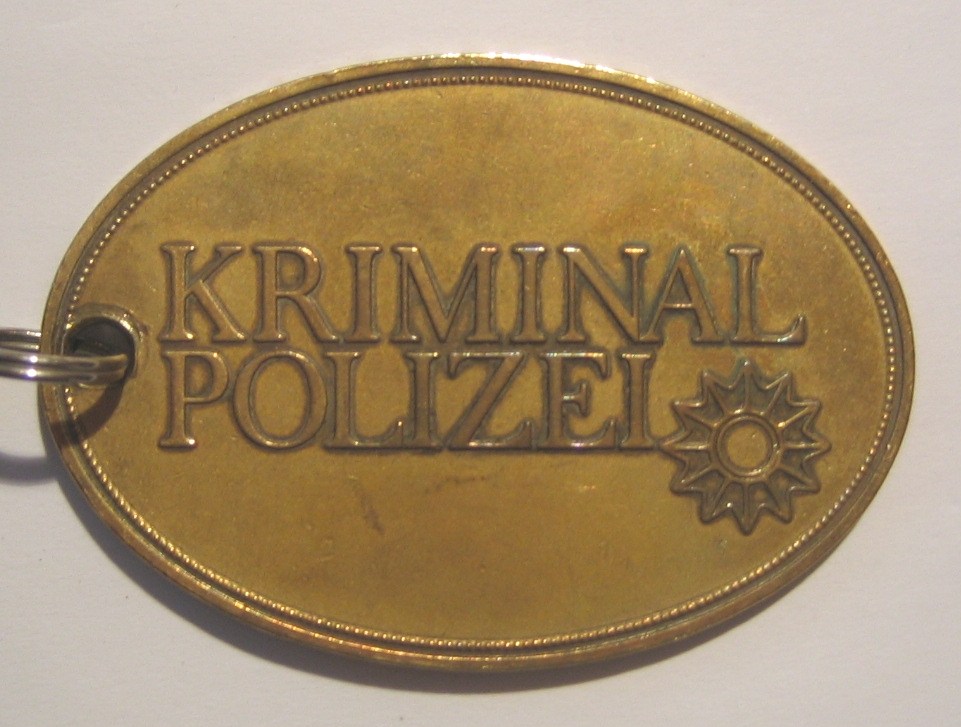
Plaque de service

La Kriminalpolizei en français : « police criminelle », Kripo en abrégé, est la désignation commune en langue allemande des forces de police chargées d'enquête en matière de crime dans chacun des pays suivants : l’Allemagne, l’Autriche et la Suisse.

## La Kriminalpolizei allemande de 1936 à 1945
Durant la Seconde Guerre mondiale et les années qui l'ont précédée, la Kripo était constituée de simples agents de police. Ceux-ci effectuaient des enquêtes sur des crimes de droit commun comme l'assassinat, la séquestration, la fraude, les incendies. Ils étaient aussi à l'origine de l'incarcération des coupables, récoltaient les preuves et préparaient les rapports correspondants.
Le chef de la Kripo était le SS-Gruppenführer Arthur Nebe, en poste jusqu'à ce qu'il soit impliqué dans l'attentat du 20 juillet 1944 contre Hitler. À partir du 15 août 1944, la Kripo a été commandée par le SS-Oberführer Friedrich Panzinger.